# إجنسنيا
إجنسنيا هي قرية فلسطينية تقع إلى الشمال الغربي من مدينة نابلس على بُعد 15 كم، يُحيطها كُل من سبسطية، نص اجبيل، بيت امرين، الناقورة الجنوبية. قرر مجلس الوزراء الفلسطيني في 19 يناير 2016، فصل تجمع إجنسنيا إداريًا عن بلدية سبسطية، واستحداث مجلس قروي إجنسنيا ليُدير شؤون القرية.

## التسمية
يقال أن سبب التسمية جاء من كثرة الينابيع فيها حيث كانت الملكة هيلانا تأتي من سبسطية هي وجواريها للاستحمام فيها. تشتهر القرية بزراعة أشجار اللوز والزيتون. بلغ عدد سكانها عام 2006 حوالي 528 نسمة.

## تاريخها
تم العثور في القرية على شظايا من العصر الحديدي الأول والعصر الحديدي الثاني والعصور الفارسية. كانت الإمبراطورة الرومانية هيلانة من القسطنطينية، التي كانت تقيم مؤقتًا في سيباستيا المجاورة، تسبح في البحيرة في إيجينسينيا مع خادماتها. كانت المنطقة في ذلك الوقت عبارة عن بحيرة صغيرة محاطة بالحدائق. لقد منعت الإمبراطورة هيلينا الرجال من دخول المنطقة من أجل ضمان خصوصيتها وخصوصية خادماتها. اسم إجنيسينيا مشتق من الكلمة اليونانية " إيجنيسينيا"، والتي تُترجم إلى "جنة النساء"، مما يعكس الاستخدام الأصلي لموقع القرية.

### بقايا رومانية
يوجد مبنى روماني قديم يدعى الشيخ الشعلة يقع على قمة تلة تطل على ثلاث قرى منها إجنيسنيا، وسبسطية، والناقورة. ويقال أن المبنى كان في الأصل ديرًا رومانيًا بارتفاع سبعة طوابق. تشمل بقايا الدير خزائن حجرية، وسجنًا، وقوارب، وممرات سرية، والعديد من الآبار. اسمها " شعلة" وهي واحدة من عدد من الكلمات العربية التي تعني "النار". سمي المبنى بهذا الاسم لأن السلطان الأيوبي صلاح الدين الأيوبي استخدمه مع مبانٍ مماثلة لنقل الرسائل باستخدام النار.
استخدم الرومان بعض أراضي القرية كمقبرة بعد أن أصبحت المسيحية الديانة الرسمية للإمبراطورية الرومانية. يعتقد على نطاق واسع أن هذه القبور تحتوي على كنوز. كما تُعرف هذه القبور عمومًا باسم "القبور المسيحية" أو خلة عيسى. كما تم العثور على سيراميك بيزنطي في المنطقة، بالإضافة إلى بقايا سيراميك من العصر الإسلامي المبكر والعصور الوسطى.

### فترة العصور الوسطى
يعود تاريخ مسجد إجنسينا إلى أيام عمر بن الخطاب وهو حاليًا جزء من مدرسة القرية. كانت القرية من بين عدد من القرى المسيحية التي استوطنها الصليبيون في منطقة نابلس وسبسطية خلال القرن الثاني عشر.

### العصر العثماني
في عام 1596 ظهرت في سجلات الضرائب العثمانية باسم "جنيسينا"، وهي قرية في ناحية جبل سامي في لواء نابلس. كان عدد سكانها 8 أسر و4 عزاب، جميعهم مسلمون، وكانوا يدفعون الضرائب على القمح والشعير والمحاصيل الصيفية وأشجار الزيتون والماعز وخلايا النحل، والإيرادات العرضية، ومعصرة للزيتون أو العنب، بإجمالي 8434 آقجة. الكثير من الإيرادات ذهبت إلى وقف خليل الرحمن.
في عام 1667، أثناء الحكم العثماني، ظهرت كنيسة إجنسينا في قائمة الكنائس الرعوية الأرثوذكسية اليونانية. مع ذلك، بحلول عام 1838 لم تعد القرية تمتلك كنيسة، على الرغم من وجود حوالي 60 من السكان المسيحيين. في العام نفسه وضع روبنسون قرية إجنيسنيا في منطقة وادي الشعير غربي نابلس.
في عام 1863 أسس فيكتور جورين قرية صغيرة، يسكنها قرويون مسلمون ومسيحيون. في عام 1882، وصف مسح مؤسسة أبحاث فلسطين لفلسطين الغربية بأنها "قرية صغيرة في واد، تحيط بها أشجار الزيتون". في عام 1870/1871 أدرجت إحدى القرى في ناحية وادي الشعير في تعداد عثماني.
قبل القرن العشرين، كان العديد من سكان القرية من المسيحيين، ولكن بعد الخلافات مع سكانها المسلمين، هاجروا إلى قرى ذات كثافة سكانية مسيحية كبيرة، وخاصة الزبابدة بالقرب من جنين وبير زيت بالقرب من رام الله.

### عصر الانتداب البريطاني
في تعداد فلسطين عام 1922، الذي أجرته سلطات الانتداب البريطاني، بلغ عدد السكان 119 نسمة، جميعهم مسلمون، وارتفع في تعداد عام 1931 إلى 157، جميعهم مسلمون أيضًا، في إجمالي 30 منزلًا. في إحصاءات عام 1945 كان عدد السكان 200 نسمة، جميعهم مسلمون، بمساحة إجمالية قدرها 6547. من هذه المساحة، كانت 907 دونمًا من المزارع والأراضي القابلة للري، و3216 دونمًا تستخدم لزراعة الحبوب، بينما كانت 30 دونمًا من الأراضي مبنية.

### العصر الأردني
في أعقاب حرب 1948، أصبحت الأردن تحت الحكم الأردني. في عام 1961، بلغ عدد السكان 239 نسمة.

### ما بعد عام 1967
في تعداد أجراه الجهاز المركزي للإحصاء الفلسطيني عام 1997، بلغ عدد السكان 418 نسمة، منهم 70 (16.7%) لاجئين. كان توزيع الجنسين متساويًا تمامًا؛ 50% من الذكور و50% من الإناث. وفقًا للجهاز المركزي للإحصاء الفلسطيني، بلغ عدد سكان إجنيسينيا 505 نسمة في عام 2007.

## جغرافيتها
تبلغ مساحتها الإجمالية 6,547 دونماً، منها حوالي الثلثين أراضٍ صالحة للزراعة. كما تبلغ مساحتها المبنية 30 دونمًا فقط، وتغطي أشجار الزيتون 900 دونم، في حين تشكل الحبوب غالبية الأراضي الصالحة للزراعة المتبقية. في 4 أغسطس 2001، أحرقت القوات الإسرائيلية أكثر من 200 شجرة زيتون تابعة لقرية إجنيسنا وزواتا.
يوجد أسفل مسجد القرية خزان روماني للمياه الجوفية، والذي ظل حتى وقت قريب يستخدمه سكان القرية كمصدر للمياه. قامت الإمبراطورة هيلانة ببناء قناة لنقل المياه من إجنسينا إلى سبسطية ولكنها تحولت إلى خراب أثناء الجفاف في فلسطين. قد سمي هذا النفق باسمها، وهو يبدأ من نابلس ويمر عبر عين بيت الماء.